# Pennant
Et pennant er en type vimpel ført af orlogsfartøjer som symbol på, at skibet er i tjeneste. Skibets pennant hejses normalt, når skibet indgår i flådens tal. Ud over pennanten bliver skibet også påført et pennantnummer, der angiver skibets type og dernæst et fortløbende nummer.
- Wikimedia Commons har flere filer relateret til Pennant

| Militær | Spire Denne artikel om militær er en spire som bør udbygges. Du er velkommen til at hjælpe Wikipedia ved at udvide den. |